# کاپوت موندی
کاپوت موندی (انگلیسی: Kaputt Mundi) یک فیلم کمدی-درام ایتالیایی به کارگردانی مارکو ریسی است که در سال ۱۹۹۸ منتشر شد.

## بازیگران
- مونیکا بلوچی
- مارکو جالینی
- آنجلا فینوکیارو
- کلاودیو سانتاماریا
- ایوا زانیکی
- جورجو تیراباسی
- فرانچسکا دالویا
- آلساندرو هابر
- آنتونلا استنی
- ماریا مونتی
- آدریانو پاپالاردو
- ریکی ممفیس
- پی‌یرو ناتولی
- پریمو رجانی
- لودوویکا مودونیو